# Deborah Burks
Deborah Burks es una bióloga molecular estadounidense afincada en España. Desde 2017, es gerenta de la fundación que gestiona el Centro de Investigación Príncipe Felipe (CIPF) de Valencia. En 2018 fue premiada por la Asociación de Empresarias y Profesionales de Valencia (EVAP) en la categoría de Integridad. También formó parte del Centro de Investigación Biomédica en Red (CIBER) de Diabetes y Enfermedades Metabólicas.

## Trayectoria
Burks se doctoró en Farmacología en 1990, por la Universidad Vanderbilt de Estados Unidos. Después de conseguir su doctorado continuó viviendo en Estados Unidos, fue profesora titular en el centro Joslin Diabetes Center perteneciente a la Escuela de Medicina Harvard entre 1999 y 2001. A partir de ese año, y se instaló España, fue profesora invitada en la Universidad de Salamanca.
En 2001, inició su carrera como investigadora independiente en España. Unos años más tarde, en 2007, entró a formar parte del Centro de Investigación Príncipe Felipe (CIPF) de Valencia, donde es investigadora principal del Laboratorio de Endocrinología Molecular.
Una década después, en 2017, fue nombrada directora de la fundación. que gestiona este centro de investigación. También ha sido integrante del Centro de Investigación Biomédica en Red (CIBER) de Diabetes y Enfermedades Metabólicas.

## Reconocimientos
En 2001, obtuvo un premio del programa Ramón y Cajal. Posteriormente, en 2018, su labor y trayectoria fueron reconocidas por Asociación de Empresarias y Profesionales de Valencia (EVAP) en la categoría Integridad.